# جام ملت‌های اروپا ۱۹۸۸
جام ملت‌های اروپا ۱۹۸۸ هشتمین دوره مسابقات جام ملت‌های اروپا است که در آلمان غربی برگزار شد، آن‌ها در رأی‌گیری برای میزبانی این دوره از مسابقات با ۵ رأی میزبان شدند، آلمان برای برگزاری این رقابت‌ها ورزشگاه المپیک مونیخ، ورزشگاه اشتادیون گلزن کرشن، ورزشگاه فولکس پارک هامبورگ، ورزشگاه والد اشتادیون فرانکفورت، ورزشگاه راین دوسلدورف، ورزشگاه نکار اشتوتگارت و ورزشگاه مونگراشدورفر کلن را در نظر گرفت.

## تیم‌های شرکت کننده

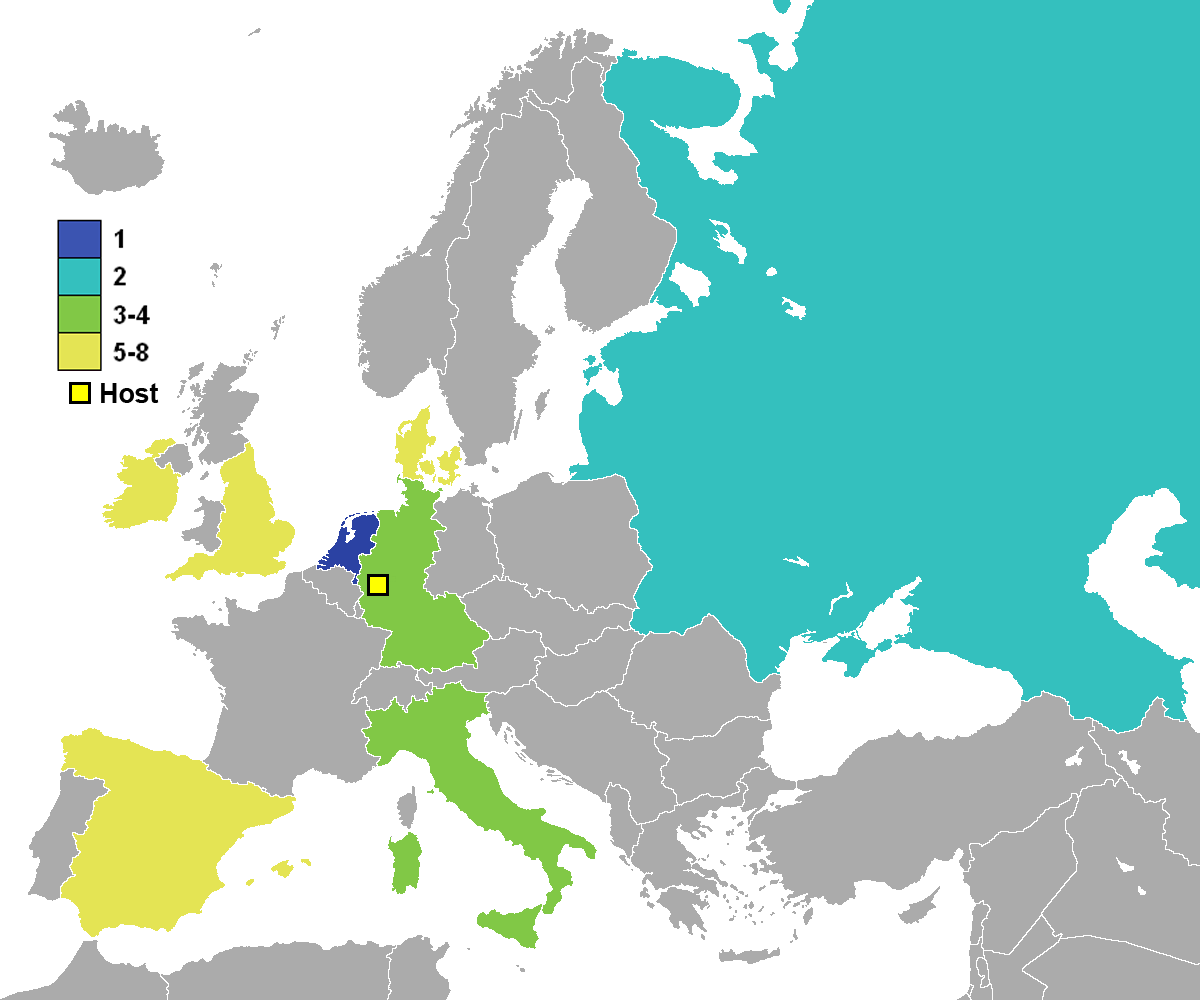
دوره نهایی مسابقه‌های جام ملت‌های اروپا۱۹۸۸.

تیم‌هایی که در دوره نهایی این جام شرکت داشتند:
- دانمارک
- انگلستان
- ایتالیا
- هلند
- جمهوری ایرلند (اولین حضور)
- اسپانیا
- اتحاد جماهیر شوروی
- آلمان غربی (میزبان)

## بازی‌های دور نهایی
در این دوره از مسابقات درگیری‌های خونین هواداران تیم‌های انگلیس، آلمان و هلند سر و صدای فراوانی به پا کرد،
هفت کشور باید صعود می‌کردند و آلمان غربی هم به عنوان میزبان صعود کرده بود. تیم‌ها باید در مرحله مقدماتی صدرنشین گروه می‌شدند. انگلیس یکی از تیم‌های صعودکننده بود. حضور انگلیس با اعتراضاتی همراه شد چون باشگاه‌های انگلیسی به دلیل نقش طرفداران انگلیس در فاجعه هیسل از سال ۱۹۸۵ تا سال ۱۹۹۰ از حضور در رقابت‌های اروپایی محروم شده بودند.
در این دوره از رقابت‌ها هیچ بازیکنی اخراج نشد، هیچ دیداری به وقت اضافی و پنالتی کشیده نشد و تمامی دیدارها گل داشتند.
از شگفتی‌های دیگر این دوره باخت‌های تیم انگلیس بود که هر سه بازی گروه B را باخت: یک بر صفر مقابل ایرلند با مربی‌گری جکی چارلتون (که با انگلیس فاتح جام جهانی شده بود!)، و دو باخت سه بر یک مقابل شوروی و هلند که مارکو فان باستن در بازی آخر هت‌تریک کرد. هلندی‌ها ایرلند را با گل ویم کیفت یک بر صفر بردند و پس از شوروی صعود کردند. شوروی (شاگردان والری لوبانفسکی) با ایرلند یک بر یک به تساوی رسید و هلند را یک بر صفر برد.

## بازیها
| مونیخ                 | گلزن کرشن            | هامبورگ           | فرانکفورت     |
| --------------------- | -------------------- | ----------------- | ------------- |
| استادیوم المپیک مونیخ | ورزشگاه پارک‌اشتادیون | ورزشگاه فولکسپارک | وال استادیوم  |
| ظرفیت: ۶۹٬۰۰۰         | ظرفیت: ۶۲٬۰۰۰        | ظرفیت: ۶۱٬۲۰۰     | ظرفیت: ۶۱٬۰۰۰ |
|                       |                      |                   |               |
| دوسلدورف              | هانوفر               | اشتوتگارت         | کلن           |
| ورزشگاه راین‌اشتادیون  | نیدراشتاین           | نکراشتاین         | مونگراستورفر  |
| ظرفیت: ۵۵٬۸۵۰         | ظرفیت: ۵۰٬۴۲۳        | ظرفیت: ۵۰٬۰۰۰     | ظرفیت: ۴۷٬۰۰۰ |
|                       |                      |                   |               |

## داوران
- هورست برومیر
- آلکسی پونت
- شفرد کرشن
- کیت هکت
- میشل ووتروت
- پائولو کاسالین
- آلبرت توماس
- خوزه روزا دوسانتوس
- ایوان ایگنا
- بابت ولنتاین
- امیلیو سوریانو
- اریک فردریکسون
- برونو گالر
- دیتر پائولی

## دیدارهای نیمه نهایی
دیدار نیمه‌نهایی در هامبورگ را آلمان غربی نایب قهرمان جام جهانی ۸۶ مکزیک (به مربی‌گری مجدد فرانس بکن باوئر) در مقابل هلند انجام داد. فرصتی برای هلند برای جبران شکست فینال جام جهانی ۱۹۷۴ در خاک آلمان. ابتدا لوتار ماتئوس در دقیقه ۵۵ از روی نقطه پنالتی گل زد، اما هلند ۱۹ دقیقه بعد با پنالتی رونالد کومان بازی را به تساوی کشاند. سپس فان‌باستن در دقیقه ۸۸ با ضربه‌ای دیدنی آیکه ایمل را مغلوب کرد.
در دیگر دیدار نیمه‌نهایی، شوروی مقابل ایتالیا (به مربیگری آزلیو ویچینی) در اشتوتگارت بازی کرد و گل‌های گنادی لیتوچنکو و اولگ پروتاسوف برای برد شوروی و رسیدن آن‌ها به چهارمین فینالشان کافی بود.

## فینال مسابقات
گل‌های دیدنی رود گولیت و مارکو فان‌باستن، و مهار پنالتی از سوی هانس فان بروکلن باعث قهرمانی هلند شد. هلندی‌ها سال‌های زیادی بود که شایسته قهرمانی در تورنمنت‌های بزرگ بودند و سرانجام در این تورنمنت آن را به دست آوردند. در ورزشگاهی که یوهان کرویف و هم‌تیمی‌هایش یک فینال جام جهانی را باختند و حالا سراسر نارنجی رنگ بود، تیم رینوس میشل که برپایه استعدادهای بی‌نظیر گولیت، فرانک ریکارد و فان‌باستن ساخته شده بود سرانجام خاطره فینال جام جهانی ۱۹۷۴ را پاک کرد. فان‌باستن روی کرنری در دقیقه ۳۲ سانتر اروین کومان را به گولیت داد تا او رینات داسایف را با ضربه سری استادانه مغلوب کند.
سپس هشت دقیقه به پایان دیدار مانده بود که پاس آرنولد مورن با شوتی خیره‌کننده از فان‌باستن همراه شد. شوت فان‌باستن از بسته‌ترین زاویه ممکن وارد دروازه رینات داسایف کاپیتان شوروی شد که از این ضربه دچار حیرت شده بود. شوروی بلافاصله دست به حمله زد و سه دقیقه بعد ضربه ایگور بلانوف به تیر دروازه برخورد کرد و فان بروکلن با آشفتگی یک پنالتی به حریف داد. اما خود او ضربه بلانوف را گرفت. هلند اولین قهرمانی بزرگ خود را به دست آورد. مربی این تیم تئوریسن بزرگ تاریخ فوتبال رینوس میشل بود که در سال ۱۹۷۴ نیز مربی تیمی بود که ستاره آن یوهان کرویف محسوب می‌شد. مارکو فان باستن با ۵ گل بهترین گلزن بازی‌ها و ستاره اول جام بود.

## نتایج

### دور اول
All times local (CEST)

#### گروه اِی
| Team       | Pld | W | D | L | GF | GA | GD | Pts |
| ---------- | --- | - | - | - | -- | -- | -- | --- |
| آلمان غربی | ۳   | ۲ | ۱ | ۰ | ۵  | ۱  | +۴ | ۵   |
| ایتالیا    | ۳   | ۲ | ۱ | ۰ | ۴  | ۱  | +۳ | ۵   |
| اسپانیا    | ۳   | ۱ | ۰ | ۲ | ۳  | ۵  | −۲ | ۲   |
| دانمارک    | ۳   | ۰ | ۰ | ۳ | ۲  | ۷  | −۵ | ۰   |

| آلمان غربی | ۱ – ۱  | ایتالیا     |
| ---------- | ------ | ----------- |
| Brehme ۵۵' | Report | Mancini ۵۲' |

| دانمارک                   | ۲ – ۳  | اسپانیا                                   |
| ------------------------- | ------ | ----------------------------------------- |
| Laudrup ۲۴' · Povlsen ۸۲' | Report | Míchel ۵' · Butragueño ۵۲' · Gordillo ۶۷' |

| آلمان غربی               | ۲ – ۰  | دانمارک |
| ------------------------ | ------ | ------- |
| Klinsmann ۱۰' · Thon ۸۵' | Report |         |

| ایتالیا    | ۱ – ۰  | اسپانیا |
| ---------- | ------ | ------- |
| Vialli ۷۳' | Report |         |

| آلمان غربی      | ۲ – ۰  | اسپانیا |
| --------------- | ------ | ------- |
| Völler ۲۹'، ۵۱' | Report |         |

| ایتالیا                         | ۲ – ۰  | دانمارک |
| ------------------------------- | ------ | ------- |
| Altobelli ۶۷' · De Agostini ۸۷' | Report |         |

#### گروه بی
| Team               | Pld | W | D | L | GF | GA | GD | Pts |
| ------------------ | --- | - | - | - | -- | -- | -- | --- |
| اتحاد جماهیر شوروی | ۳   | ۲ | ۱ | ۰ | ۵  | ۲  | +۳ | ۵   |
| هلند               | ۳   | ۲ | ۰ | ۱ | ۴  | ۲  | +۲ | ۴   |
| جمهوری ایرلند      | ۳   | ۱ | ۱ | ۱ | ۲  | ۲  | ۰  | ۳   |
| انگلستان           | ۳   | ۰ | ۰ | ۳ | ۲  | ۷  | −۵ | ۰   |

| انگلستان | ۰ – ۱  | جمهوری ایرلند |
| -------- | ------ | ------------- |
|          | Report | Houghton ۶'   |

| هلند | ۰ – ۱  | اتحاد جماهیر شوروی |
| ---- | ------ | ------------------ |
|      | Report | Rats ۵۲'           |

| انگلستان   | ۱ – ۳  | هلند                     |
| ---------- | ------ | ------------------------ |
| Robson ۵۳' | Report | van Basten ۴۴'، ۷۱'، ۷۵' |

| جمهوری ایرلند | ۱ – ۱  | اتحاد جماهیر شوروی |
| ------------- | ------ | ------------------ |
| Whelan ۳۸'    | Report | Protasov ۷۴'       |

| انگلستان  | ۱ – ۳  | اتحاد جماهیر شوروی                              |
| --------- | ------ | ----------------------------------------------- |
| Adams ۱۶' | Report | Aleinikov ۳' · Mikhailichenko ۲۸' · Pasulko ۷۳' |

| جمهوری ایرلند | ۰ – ۱  | هلند      |
| ------------- | ------ | --------- |
|               | Report | Kieft ۸۲' |

### نتایج نیمه نهایی
|  | نیمه‌پایانی                              | نیمه‌پایانی         |   |  | پایانی                           | پایانی |  |
|  |                                         |                    |   |  |                                  |        |  |
|  | 21 June – هامبورگ (ورزشگاه ای‌ام‌تچ آرنا) |                    |   |  |                                  |        |  |
|  | آلمان غربی                              | ۱                  |   |  |                                  |        |  |
|  | هلند                                    | ۲                  |   |  |                                  |        |  |
|  |                                         |                    |   |  |                                  |        |  |
|  |                                         |                    |   |  | 25 June – مونیخ (Olympiastadion) |        |  |
|  |                                         |                    |   |  | هلند                             | ۲      |  |
|  |                                         | اتحاد جماهیر شوروی | ۰ |  |                                  |        |  |
|  |                                         |                    |   |  |                                  |        |  |
|  |                                         |                    |   |  |                                  |        |  |
|  |                                         |                    |   |  |                                  |        |  |
|  | 22 June – اشتوتگارت (Neckarstadion)     |                    |   |  |                                  |        |  |
|  | ایتالیا                                 | ۰                  |   |  |                                  |        |  |
|  | اتحاد جماهیر شوروی                      | ۲                  |   |  |                                  |        |  |

#### نیمه نهایی
| آلمان غربی            | ۱ – ۲  | هلند                                    |
| --------------------- | ------ | --------------------------------------- |
| Matthäus ۵۵' (پنالتی) | Report | R. Koeman ۷۴' (پنالتی) · van Basten ۸۸' |

| اتحاد جماهیر شوروی             | ۲ – ۰  | ایتالیا |
| ------------------------------ | ------ | ------- |
| Lytovchenko ۵۸' · Protasov ۶۲' | Report |         |

#### فینال
| اتحاد جماهیر شوروی | ۰ – ۲  | هلند                      |
| ------------------ | ------ | ------------------------- |
|                    | Report | گولیت ۳۲' · فان باستن ۵۴' |

## آمار

### بهترین گلزنان جام
| ۵ گل - مارکو فان باستن ۲ گل - اولگ پراتاسوف - رودی فولر ۱ گل - مایکل لادروپ - فلمینگ پاولسن - تونی آدامز - برایان رابسون - آلساندرو آلتوبلی - لوئیجی د آگوستینی - روبرتو مانچینی - جانلوکا ویالی | - رود گولیت - ویم کیفت - رونالد کومان - ری هاتون - رونی ویلن - سرگی آلینیکوف - هنری لیتوفچنگو - الکسی میخایلیچنکو - ویکتور پاسولکو - واسیل ریت - امیلیو بوتراگوئنو - رافائل گوردیلو - میچل - آندریاس برمه - یورگن کلینزمن - لوتار ماتئوس - اولاف تون |

## بازیکن برتر
مارکو فان‌باستن به عنوان ذخیره جانی بوسمن به آلمان رفت، اما به عنوان فوق ستاره‌ای جهانی برگشت چرا که گل‌های فوق‌العاده‌ای زد.
فان‌باستن در بازی اول هلند مقابل شوروی در دقیقه ۳۳ به عنوان بازیکن جانشین به میدان رفت و با ضربه سر توپ را به تیر دروازه حریف زد. او با هت‌تریک‌اش انگلیس را نابود کرد و گل دیرهنگام او آلمان غربی را غرق کرد. او سپس در فینال هم آن بازی مشهور را انجام داد.

## بازی برتر
هنگامی که هلند و آلمان با هم بازی می‌کنند همیشه بحث و جدل فراوانی درمی‌گیرد و دیدار نیمه‌نهایی آن‌ها در سال ۱۹۸۸ هم مستثنی نبود. هلندی‌ها این بازی را در آخرین لحظات دو بر یک بردند و اولین برد خود مقابل آلمانی‌ها در ۳۲ سال را به دست آوردند و انتقام فینال جام جهانی در مونیخ که ۱۴ سال قبل‌تر بود را گرفتند.